# 镜湖

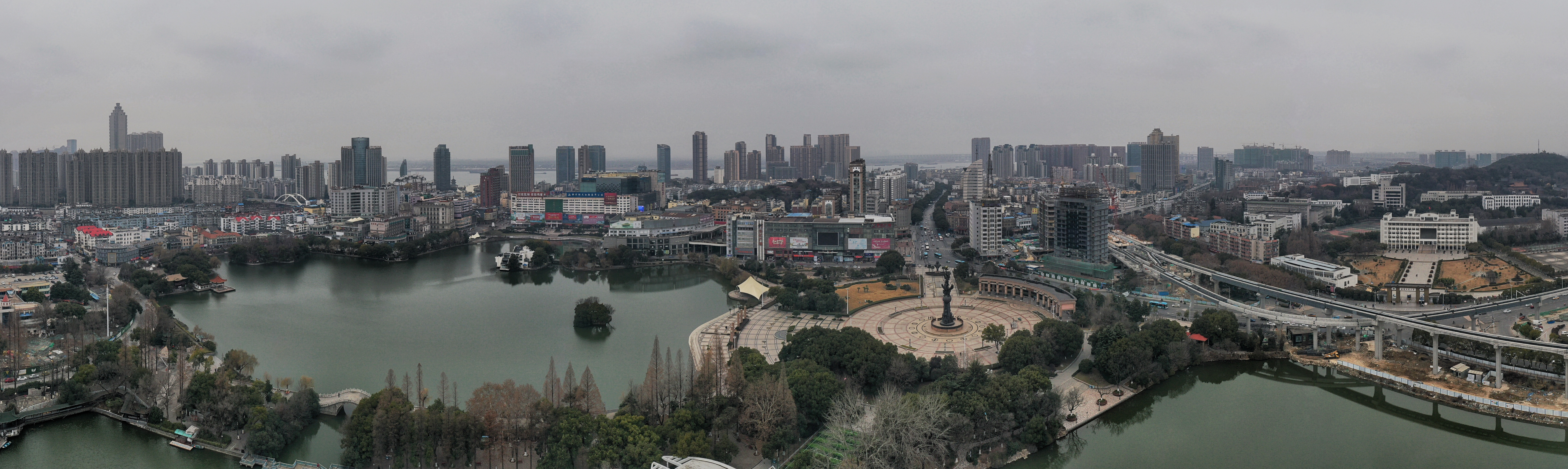
镜湖公园上空俯瞰芜湖城西

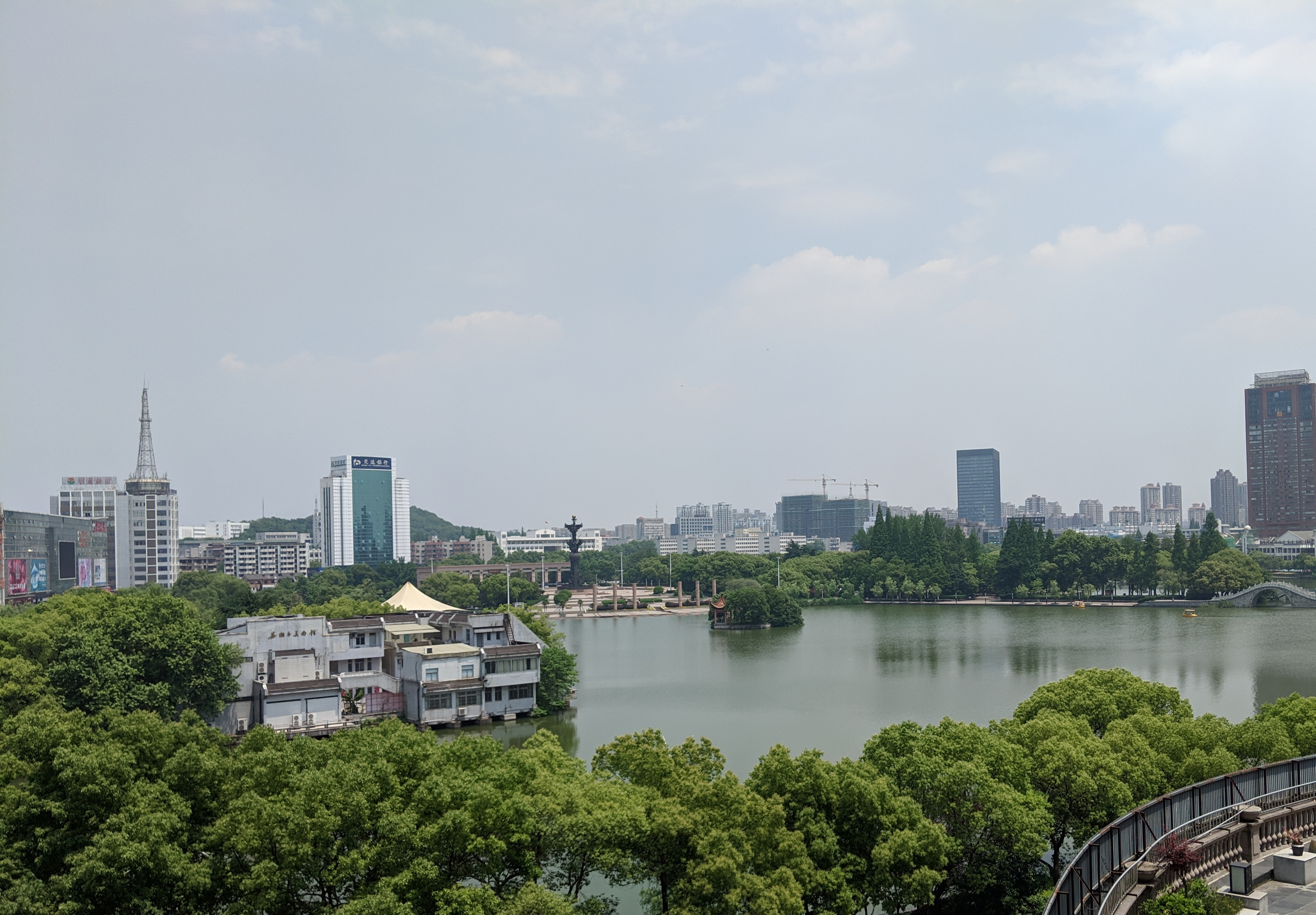
镜湖公园

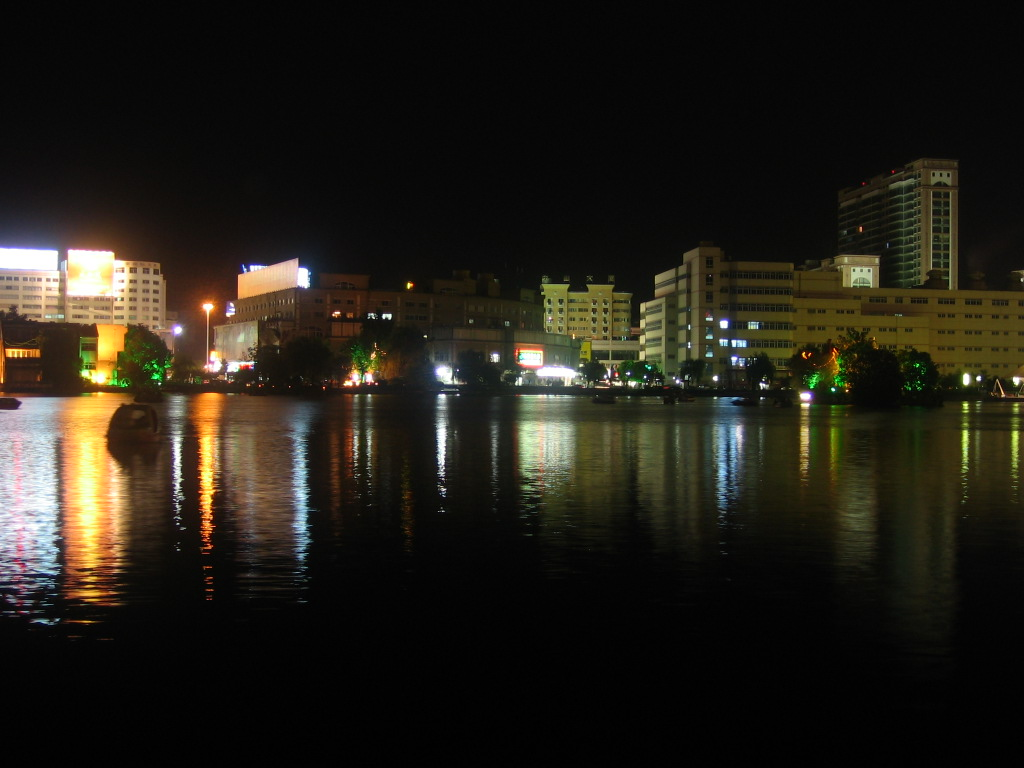
芜湖市中心的镜湖

镜湖是位于中国安徽省芜湖市市中心的一个小型湖泊，也是一处历史悠久的5A风景区。
镜湖水面200余亩，湖周轮廓大致呈圆形，镜湖区因其而得名。
镜湖原名陶塘，由南宋词人张孝祥捐田百亩，形成湖泊。此后环湖种植柳树，陆续点缀亭台楼阁、曲桥长廊，形成开放式的风景区，游人可在观岚亭远眺赭山。“镜湖细柳”系古“芜湖八景”之一。

## 芜湖市鸠兹风景区
芜湖市鸠兹风景区由镜湖公园、鸠兹广场和中山路步行街三部分组成，占地31万平方米。其中，中山路步行街为首批“中国著名商业街”；鸠兹广场为“全国特色文化广场”。该风景区于2009年被国家旅游局评为国家4A级旅游景区。
31°19′49″N 118°22′0″E / 31.33028°N 118.36667°E